# Septembre 1819

## Événements
- 2 septembre : naufrage du navire de ligne espagnol San Telmo au large de l'île Livingston. Il s'agit de la première et de la plus grave catastrophe humaine recensée à ce jour en Antarctique (644 ou 650 morts).
- 5 septembre : la flotte franco-britannique de l’amiral Freemantle et du contre-amiral Jurien de La Gravière bloque la rade d’Alger pour signifier au dey les décisions du Congrès d'Aix-la-Chapelle concernant la course[1]. La France et le Royaume-Uni cherchent à faire pression sur le dey pour obtenir le règlement des dettes envers le Royaume-Uni et l’annulation des dettes françaises.

- 11 septembre, France : élections législatives : troisième succès des libéraux.
  - Après le renouvellement partiel de la Chambre des députés, favorable aux indépendants, Decazes tente de faire machine arrière mais ne parvient pas à rallier les ultras. S’unissant aux « indépendants » contre les « ministériels », les électeurs ultras de l’Isère font choisir comme député un conventionnel notoire, l’ancien évêque constitutionnel Grégoire, qualifié de régicide malgré son absence le jour du vote. La presse ultra crie au scandale, et la majorité vote l’exclusion de la Chambre du nouvel élu.

- 21 septembre : l’escadre franco-britannique intervient à Tunis et oblige le bey à condamner la course et à libérer tous les captifs chrétiens[2].

## Naissances
- 7 septembre : Jean-Claude Bouquet (mort en 1885), mathématicien français.
- 11 septembre : Narcisse Berchère, peintre et graveur français († 20 septembre 1891).
- 15 septembre :
  - Cyprien Tanguay, prêtre et généalogiste canadien († 28 avril 1902).
  - Christen Pedersen Aaberg, agriculteur et homme politique danois († 17 octobre 1897).
- 18 septembre : Léon Foucault (mort en 1868), physicien et astronome français.
- 20 septembre : Théodore Chassériau, peintre français.
- 23 septembre : Hippolyte Fizeau (mort en 1896), physicien français.
- 24 septembre : Édouard Jean Conrad Hamman, peintre, graveur et illustrateur belge († 30 mars 1888).
- 25 septembre : George Salmon (mort en 1904), mathématicien et théologien irlandais.